# Pelorus
Pelorus es un género de foraminífero bentónico cuyo nombre fue suprimido por principio de prioridad (ICZN Opinión 1570 [03-1990]), y considerado un sinónimo posterior de Dendritina de la familia Peneroplidae, de la superfamilia Soritoidea, del suborden Miliolina y del orden Miliolida. Su especie tipo era Nautilus ambiguus. Su rango cronoestratigráfico abarcaba el Holoceno.

## Clasificación
Pelorus incluía a la siguiente especie:
- Pelorus ambiguus